# Mega Man (игра)
Эта статья про первую игру из серии Mega Man для Nintendo Entertainment System. Для прочих значений смотрите Mega Man.
Mega Man, Rockman (яп. ロックマン Рокку ман) в Японии — видеоигра в жанре Action, платформер, разработанная и выпущенная компанией Capcom для игровой платформы Nintendo Entertainment System в 1987 году. Впоследствии многократно переиздавалась на разных игровых консолях, включая сервис Virtual Console. Игра стала началом одной из крупнейших игровых серий, получив множество продолжений.

## Игровой процесс
Игра не выходит за рамки жанра платформер. Действия персонажа Мегамена сводятся к двум: прыжок и стрельба. Нужно пройти уровень заранее выбранного босса от начала до конца и сразиться с ним. По ходу игры игроку предстоит уничтожить 6 боссов-роботов (Робот-мастеры), против каждого из которых можно применять определённые тактические приёмы, либо уникальное оружие. После уничтожения всех боссов появляется доступ к замку доктора Вайли, состоящему из 4 отдельных уровней, где игроку предстоит вновь сразиться со всеми ранее поверженными Робот-мастерами и новыми боссами. Главным боссом является доктор Вайли, управляющий своей летающей машиной.

## Сюжет
Крупнейшие специалисты в сфере кибернетики и роботостроения — доктора Томас Лайт (Только в этой части) и Альберт В. Вайли — создают восемь различных роботов: Рока, Ролл, Катмена, Элекмена, Айсмена, Фаермена, Бомбмена и Гатсмена. Вопреки ожиданиям доктора Лайта, деятельность всех созданных роботов не была направлена на благо человечества. Его коллега Вайли тайно похитил шестерых из них с целью перепрограммировать их для помощи в порабощении мира и установлении нового порядка. В распоряжении доктора Лайта остались только двое: Рок и его «сестра» Ролл. Оба робота не были приспособлены к бою: это были обычные хозяйственные машины, призванные помогать человеку в его повседневных делах. Именно таких роботов, в первую очередь, и создавал Томас Лайт: он был сторонником мира и не терпел всяческую вражду и агрессию. Как описывается во вступлении к четвёртой части игры (уже постфактум, поскольку в первой части игры сюжет был практически не прописан), Рок, обладающий сильным чувством справедливости, пожелал быть перестроенным в боевую модель, чтобы сражаться с доктором Вайли и его роботами. В результате чего Рок превращается в боевого робота, имеющего оружие. В этот самый момент Рок становится Рокменом (в американском релизе «Мегаменом»), призванным уничтожить роботов доктора Вайли, а также иных, вставших у него на пути, приспешников зловещего доктора.

## Адаптация и перевыпуски
В 1994 году был создан ремейк игры и включён в сборник Mega Man: The Wily Wars для Sega Mega Drive вместе с двумя последующими частями. Этот ремейк содержал улучшенную графику и аранжированную под звуковой чип Mega Drive музыку.
В 2015 году 20th Century Fox, Chernin Entertainment и Capcom начали разработку фильма «Mega Man», в котором Питер Чернин будет продюсером фильма. В июле 2017 года Генри Джуст и Ариэль Шульман были наняты для написания сценария и режиссуры фильма с продюсированием Маси Ока.